# Tannerre-en-Puisaye
Tannerre-en-Puisaye est une commune française située dans le département de l'Yonne en région Bourgogne-Franche-Comté.
Le village est connu pour son ferrier, l'un des deux plus grands de France.

## Géographie

### Localisation
Ce village est situé en Puisaye, une petite région aux confins de la Bourgogne et de la région Centre qui s'étend sur cinq cantons du département de l'Yonne (Bléneau, Charny, Saint-Fargeau, Saint-Sauveur-en-Puisaye et Toucy), sur un canton du département de la Nièvre (Saint-Amand-en-Puisaye) et en partie sur les cantons de Briare et Châtillon-Coligny (Loiret).
Tannerre se trouve au carrefour de 3 routes départementales fréquentées principalement par le trafic local :
la D 7 (nord-sud) relie Champignelles et Mézilles ;
la D 22 (est-ouest), Villiers-Saint-Benoît et Villeneuve-les-Genêts ;
la D 160 (N-E / S-O), Louesme et Septfonds.
Auxerre se trouve à 40 km à l'Est (autoroute A6 à 45 km pour la sortie n° 20 de Venoy) ; Briare dans le Loiret est à 35 km au sud-sud-ouest (sortie n° 20 de l'autoroute A77 à 40 km). La sortie n° 21 de la A77 est à 30 km près de Bonny-sur-Loire (Loiret).

### Lieux-dits, hameaux et écarts
De nombreux hameaux composent la commune. Certains sont encore le siège d'une exploitation agricole, mais la plupart ne comportent que des "maisons de campagne".
A

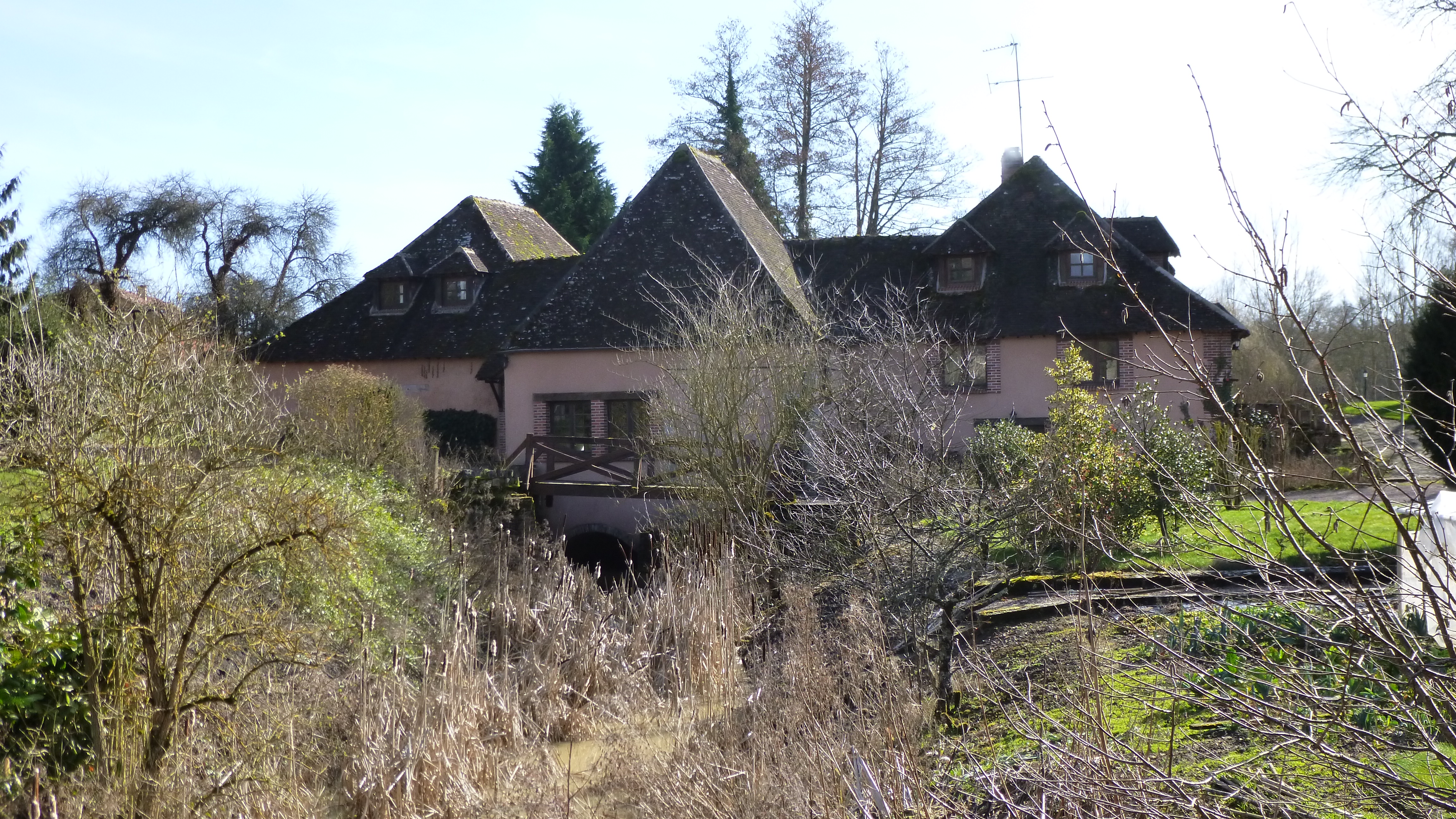
Le moulin de la Forge

- Les Abbés,              Rte de Villeneuve-les-Genêts (D 22)
- L'Agréau,               Rte de Septfonds (D 160)
- Les Angins*,            Rte de Villiers-Saint-Benoît (D 22)
- Les Assises*,           Rte de Septfonds (D 160)
- Les Avrils,             Rte de Villiers-Saint-Benoît (D 22)

B
- La Ballanderie*,        Rte de Villiers-Saint-Benoît (D 22)
- La Bardotterie*,        Rte de Villiers-Saint-Benoît (D 22)
- Les Béatrix,            Rte de Villiers-Saint-Benoît (D 22)
- Beauregard,             Rte de Grandchamp (D 160)
- La Belle Étoile*,       Rte de  Champignelles (D 160)
- Béon,                   Rte de Mézilles (D 7)
- Le Moulin de Béon*,     Rte de Mézilles (D 7)
- Les Boulats*,           Rte des Mussots
- La Boulinerie*,         Rte des Mussots
- Les Briards*,           Rte de Septfonds (D 160)

C
- La Carpe,               Rte de Champignelles (D 160)
- Les Charriers*,         Rte des Charriers (vers le sud)
- Les Cottets*,           Rte de Champignelles (D 160)

F
- Le Ferrier*,            Rte de Septfonds (D 160)
- Les François,           Rte de Villiers-Saint-Benoît (D 22)
- Les Frémis*,            Rte de Champignelles (D 160)

G
- La Gâtine,              Rte de Villiers-Saint-Benoît (D 22)

J
- Les Jaluzots,           Rte des Pétions par la D 22

L
- Le Lieu du Gros*,       Rte de Septfonds (D 160)
- Lieusaint*,             Rte des Mussots
- La Loge au Guet*,       Rte de Septfonds (D 160)

M
- La Maison Neuve*,       Rte de Septfonds (D 160)
- Maureparé,              Rte de Villiers-Saint-Benoît (D 22)
- Le Mauvais Pas*,        Rte des Mussots
- La Mi-Voie*,            Rte de Champignelles (D 160)
- Le Moulin de la Forge*, Rte de Champignelles (D 160)
- Le Mouton*,             Rte de Villeneuve-les-Genêts (D 22)
- Les Mussots,            Rte des Mussots

O
- Les Oiseaux*,           Rte de Villiers-Saint-Benoît par la D 132

P
- La Pailloterie*,        Rte de Villiers-Saint-Benoît (D 22)
- Pâme-Souris*,           Rte de Villiers-Saint-Benoît (D 22)
- Les Pâtureaux,          Rte de Villiers-Saint-Benoît (D 22)
- Les Pétions*,           Rte des Pétions par la D 22
- La Pieuchotterie,       Rte de Villeneuve-les-Genêts (D 22)
- Plancy*,                Rte de Champignelles (D 160)

R
- Les Rousseaux*,         Rte de Mézilles (D 7)
- Les Ruineaux*,          Rte des Charriers (vers le sud)

S
- Les Salineries*,        Rte de Villiers-Saint-Benoît (D 22)
- Les Salins*,            Rte des Mussots
- La Sarauderie*,         Rte de Septfonds (D 160)
- Les Sigures*,           Rte de Mézilles (D 7)
- Souchon*,               Rte des Mussots

V
- Les Verneaux*,          Rte de Mézilles (D 7)

### Hydrographie

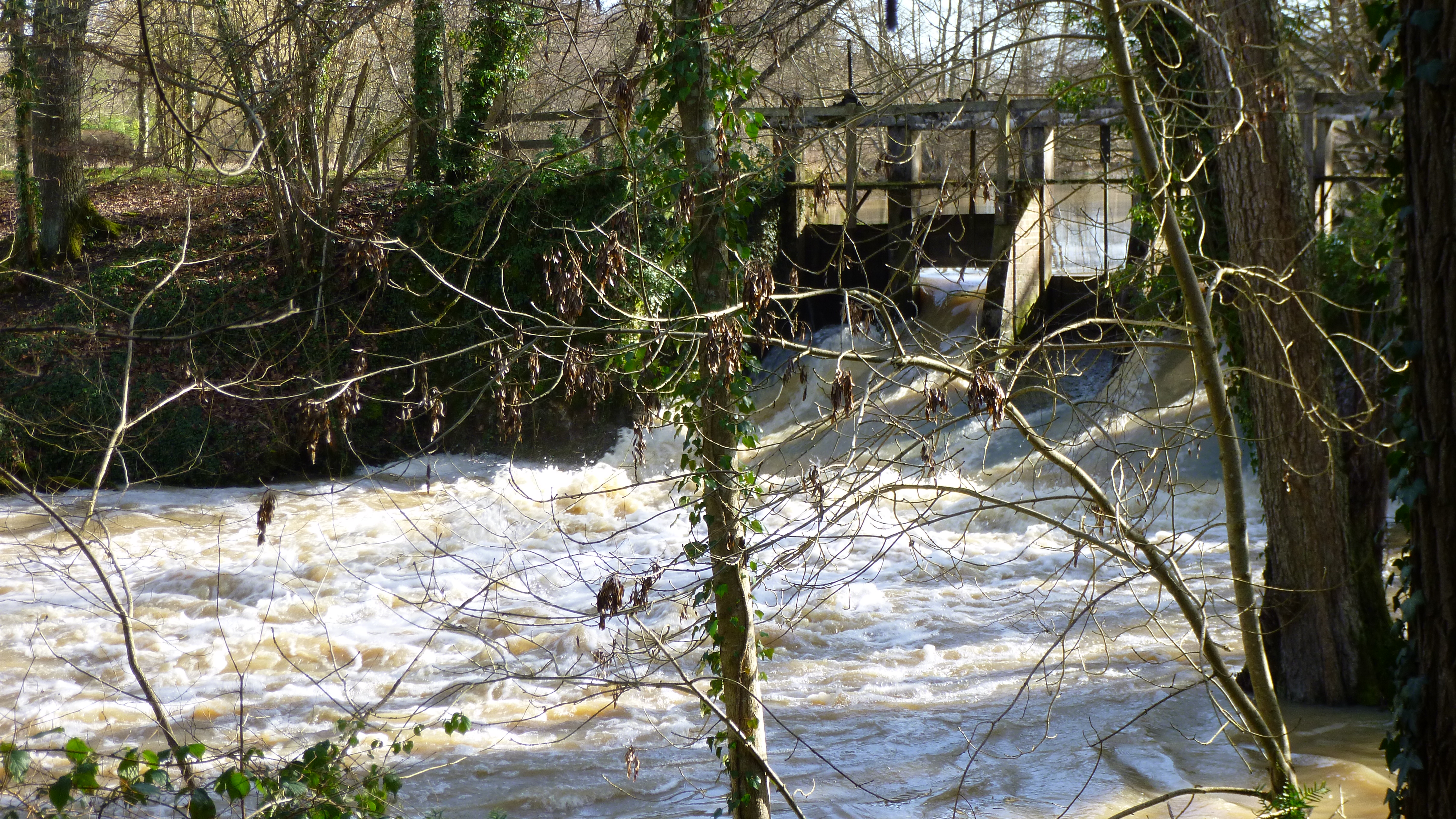
Le Branlin au moulin de la Forge

Le Branlin traverse la commune du sud au nord sur 7 km, longé d'un bout à l'autre par la D 7. Divisé en de nombreux bras, biefs et canaux aux abords de Tannerre, l'un d'eux y alimente au passage la pièce d'eau du château puis les trois étangs du moulin de la Forge. Il sert de limite de communes avec Villeneuve-les-Genêts sur 2 km (à la Billauderie, où il est séparé en trois bras, c'est le bras du milieu qui sert de limite), puis passe sur la commune de Villeneuve pendant 850 m avant de repasser sur Tannerre vers la Carpe ; encore 1,2 km et il sort définitivement de la commune pour passer sur celle de Champignelles. Toute sa vallée et la plupart de ses coteaux sont compris dans la ZNIEFF de la vallée du Branlin de Saints à Malicorne.
L'Agréau sert de limite de communes au sud avec Saint-Fargeau sur les 1,7 km de longueur de cette limite, mais sans être inclus dans la commune qui n'est donc concernée que par son coteau en rive droite.

#### Un cours d'eau partiellement souterrain
Le ru de l'Orsière, au sortir de l'étang de la Bruyère sur la commune de Dracy, entre sur Tannerre par l'Est et y coule sur 500 m avant de disparaître dans les pertes notables du lieu-dit les Entonnoirs.
Avant que ne s'ouvrent les pertes qui l'absorbent, ce cours d'eau a laissé son empreinte dans le paysage sous la forme de coteaux sinueux orientés vers le nord-ouest puis le nord en direction de l'étang Neuf et du ru de Louesme, affluent du Branlin. Cependant il est vraisemblablement relié à la rivière souterraine des Usages dont le point d'accès se trouve au hameau des Petites Usages sur Villiers-Saint-Benoît, en limite de communes avec Tannerre. De nos jours la rivière des Usages est quant à elle la continuation probable de l'Orsière ou alimentée par cette dernière.

#### Étangs
La commune compte également deux étangs d'environ 1 ha chacun dans le grand bois du Mouton à l'est de Tannerre ; un étang de 6 ha dans le bois des Assises au sud du bourg ; l'étang Neuf, l'une des sources du ru de Louesme, au nord, près de 4 ha dont 1,5 ha sur Tannerre et le reste sur Champignelles ; et nombre de petites pièces d'eau.

### Climat
Pour des articles plus généraux, voir Climat de la Bourgogne-Franche-Comté et Climat de l'Yonne.
En 2010, le climat de la commune est de type climat océanique dégradé des plaines du Centre et du Nord, selon une étude du Centre national de la recherche scientifique s'appuyant sur une série de données couvrant la période 1971-2000. En 2020, Météo-France publie une typologie des climats de la France métropolitaine dans laquelle la commune est exposée à un climat océanique altéré et est dans la région climatique Centre et contreforts nord du Massif Central, caractérisée par un air sec en été et un bon ensoleillement.
Pour la période 1971-2000, la température annuelle moyenne est de 10,7 °C, avec une amplitude thermique annuelle de 15,9 °C. Le cumul annuel moyen de précipitations est de 751 mm, avec 11,9 jours de précipitations en janvier et 7,6 jours en juillet. Pour la période 1991-2020, la température moyenne annuelle observée sur la station météorologique de Météo-France la plus proche, « Saint Privé », sur la commune de Saint-Privé à 11 km à vol d'oiseau, est de 11,3 °C et le cumul annuel moyen de précipitations est de 769,7 mm. 
La température maximale relevée sur cette station est de 41,8 °C, atteinte le 25 juillet 2019 ; la température minimale est de −15,5 °C, atteinte le 19 décembre 2009,,.
Les paramètres climatiques de la commune ont été estimés pour le milieu du siècle (2041-2070) selon différents scénarios d'émission de gaz à effet de serre à partir des nouvelles projections climatiques de référence DRIAS-2020. Ils sont consultables sur un site dédié publié par Météo-France en novembre 2022.

## Urbanisme

### Typologie
Au 1er janvier 2024, Tannerre-en-Puisaye est catégorisée commune rurale à habitat très dispersé, selon la nouvelle grille communale de densité à sept niveaux définie par l'Insee en 2022.
Elle est située hors unité urbaine et hors attraction des villes,.

### Occupation des sols
L'occupation des sols de la commune, telle qu'elle ressort de la base de données européenne d’occupation biophysique des sols Corine Land Cover (CLC), est marquée par l'importance des territoires agricoles (71,9 % en 2018), une proportion identique à celle de 1990 (71,9 %). La répartition détaillée en 2018 est la suivante : 
terres arables (51,6 %), forêts (28,1 %), prairies (13,9 %), zones agricoles hétérogènes (6,5 %). L'évolution de l’occupation des sols de la commune et de ses infrastructures peut être observée sur les différentes représentations cartographiques du territoire : la carte de Cassini (XVIIIe siècle), la carte d'état-major (1820-1866) et les cartes ou photos aériennes de l'IGN pour la période actuelle (1950 à aujourd'hui).

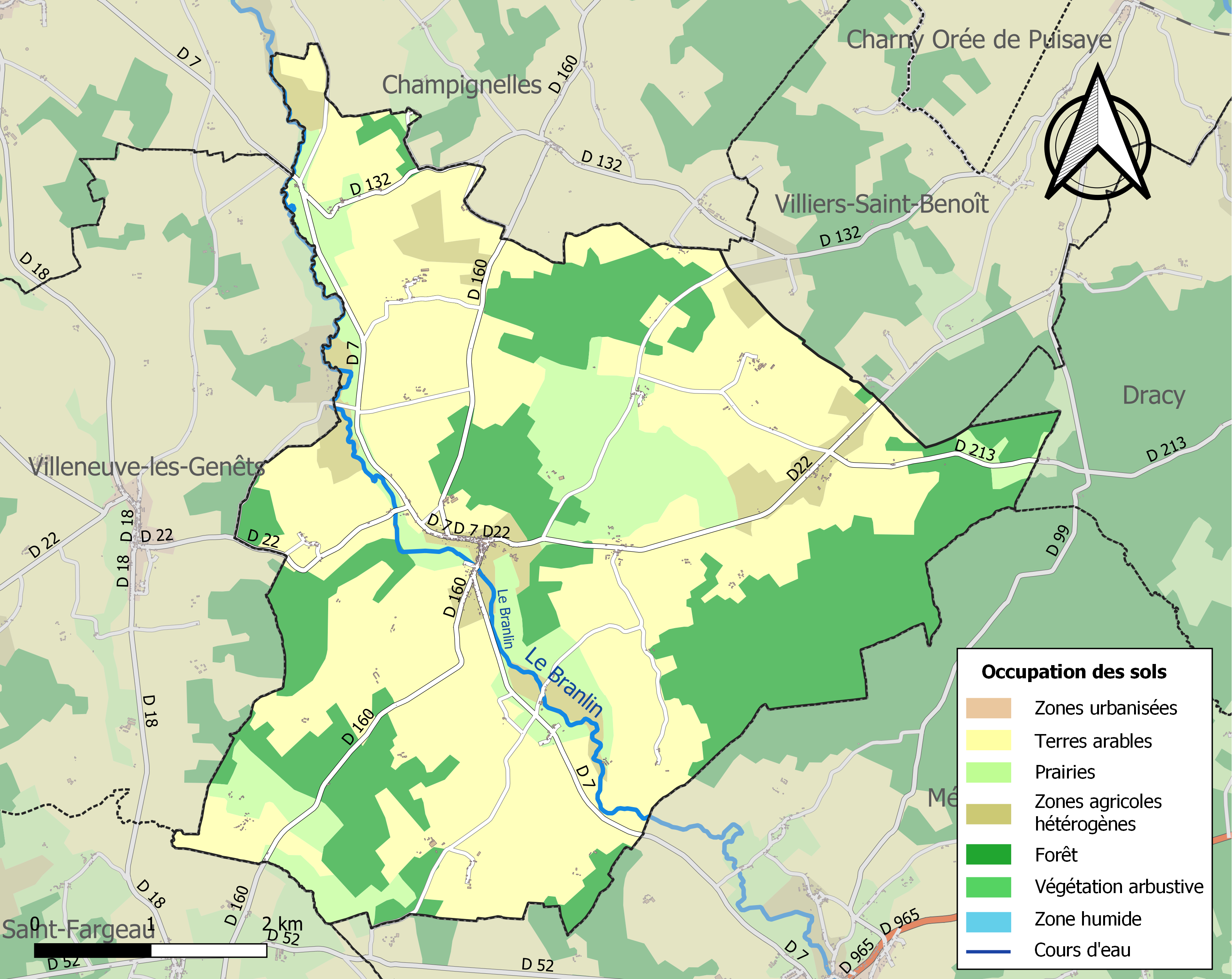
Carte des infrastructures et de l'occupation des sols de la commune en 2018 (CLC).

## Toponymie
Une forme du (IXe siècle) est retrouvée dans un missel du diocèse de Sens : « Tanotra » (forme latine).
Dans une charte du château de Saint-Fargeau datant de 1233 on trouve le mot « Tannodurum » formé à partir de deux mots gaulois :
- Tann qui signifie chêne mais aussi vallée ;
- Duros qui signifie forteresse.

On peut donc traduire par « la forteresse de la chênaie » ou « la forteresse de la vallée ».
Cependant, le nom romain était déjà Tanodurus.
La terminaison -dorus ou -durus, d'origine celtique der, désigne un lieu sur un cours d'eau dont le passage est difficile (Autissidorus, Auxerre ; Tornodorus, Tonnerre ; Brioderus, Briare ...).
La Puisaye, (ou Puissaie), est une région naturelle française située aux confins de l'Orléanais, du Nivernais et de la Bourgogne. Cette région se nomme indifféremment Puisaye ou Poyaude

## Histoire

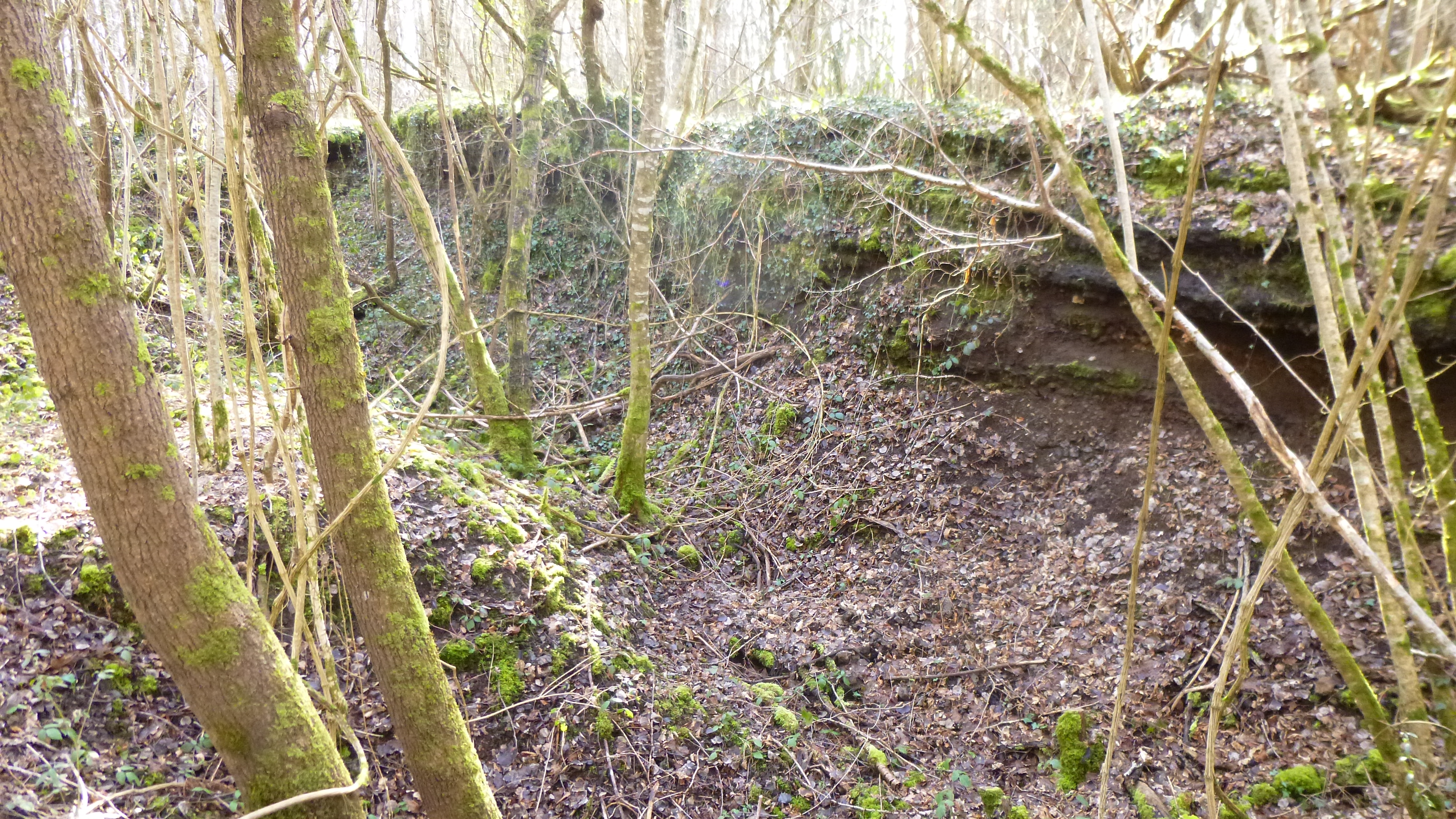
Buttes de scories dans le ferrier

### Antiquité
Tannerre, qui était sur le territoire des Sénons, a été connue dès l'époque des Celtes (en Gaule l'âge du fer débute vers 800 à 700 av. J.-C.) pour son activité métallurgique très importante. Son plus grand ferrier (il en existe beaucoup d'autres sur la commune et dans toute la Puisaye), le ferrier antique de Tannerre-en-Puisaye occupe un peu plus de 30 hectares. C'est le plus grand de France, avec celui des Martys, et l'un des plus grands d'Europe. On y a retrouvé de nombreux témoignages de ces temps passés (monnaies, poteries, vestiges des techniques d'alors comme des tuyères...). Vers la fin de la Tène, tous les sites d'exploitation importants de Puisaye, donc Tannerre dans la foulée, semblent avoir accru leur taille et raffiné leur équipement.

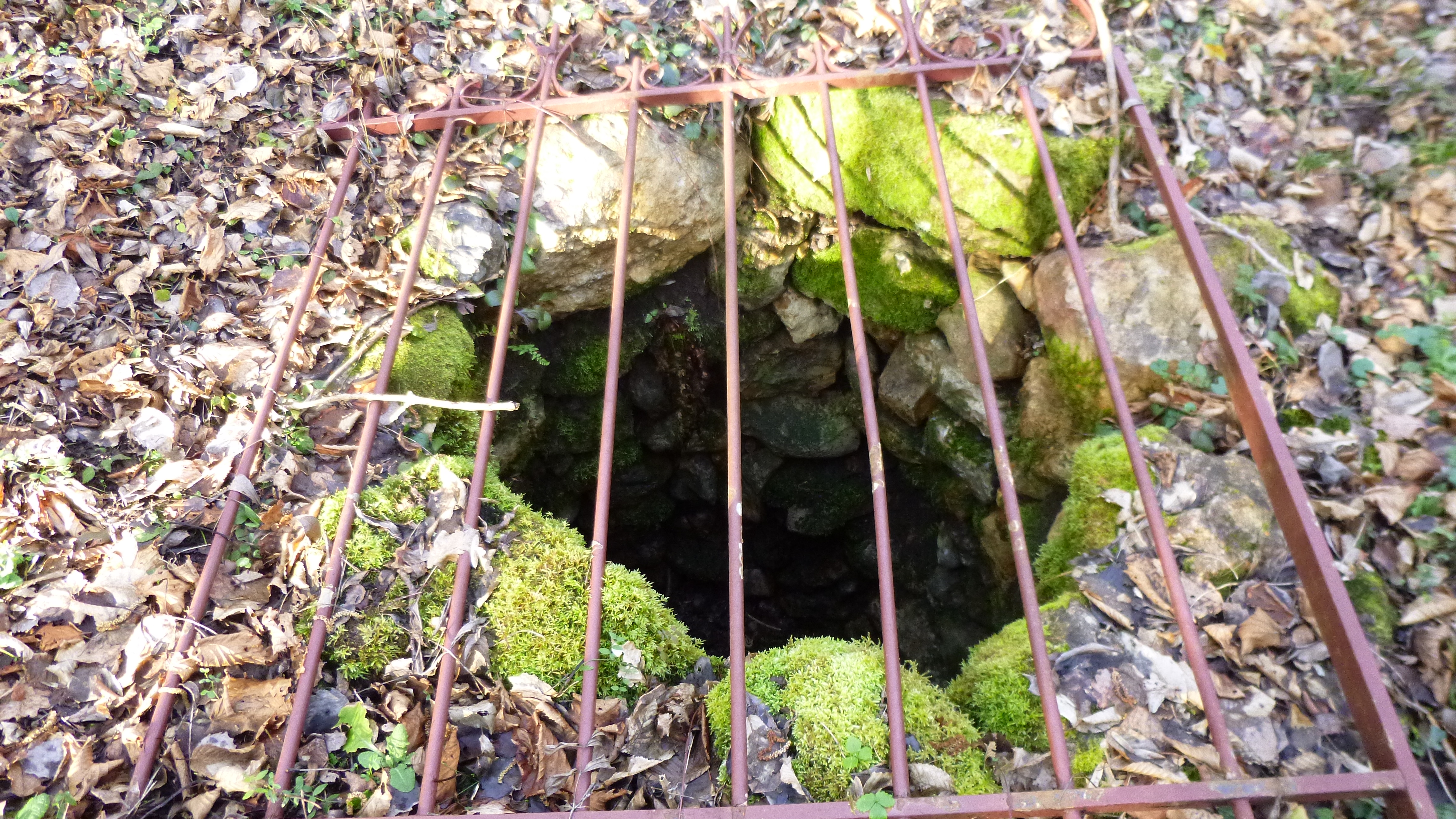
Puits romain dans le ferrier de la Garenne

Cette activité, commencée par les Celtes, explose avec la conquête romaine : environ 80 % de la production entière du site, toutes époques confondues, est réalisée durant les 300 ans de leur occupation. Accroissant considérablement la taille des ateliers, ils y appliquent un outillage et des techniques perfectionnés qui donnent un matériau de qualité égale à la production des hauts-fourneaux modernes. Un village gallo-romain était certainement construit à flanc de colline.
Un système de défense existait dans le ferrier même, surveillant la "Route du Fer" : une route d'importance puisqu'elle était utilisée par l'Empire pour la collecte de la production des sites métallurgiques et autres villes traversés. Elle passait par Saint-Sauveur, Mézilles, Tannerre, Malicorne, etc., sur la route de Bibracte à Sens.

### Moyen-Âge
Après le départ des Romains, la production de fer décroît pour quasiment cesser vers la fin du haut Moyen Âge. Restent ces immenses buttes dont beaucoup atteignent 15 m de hauteur, faites des scories issues du traitement du minerai de fer. De cette époque de fin d'empire et du début du Moyen Âge, rien d'autre ne reste sauf des tombes en pierre tendre de Thury ; on en trouve des similaires vers Bléneau.
N'ayant plus de raison de rester à flanc de coteau, le bourg descend dans la vallée du Branlin.
Vers le Xe siècle, une zone dans la partie ouest du grand ferrier (au nord-est de la vallée) est nivelée pour y construire un château-fort : la Motte Champlay, sise sur des scories et sur l'emplacement de l'ancien système de défense. Une enceinte de 180 mètres d'ouest en est et 100 m du sud au nord, entourait deux forts, un fortin, des casernes couvertes d'ardoises, et une basse-cour.

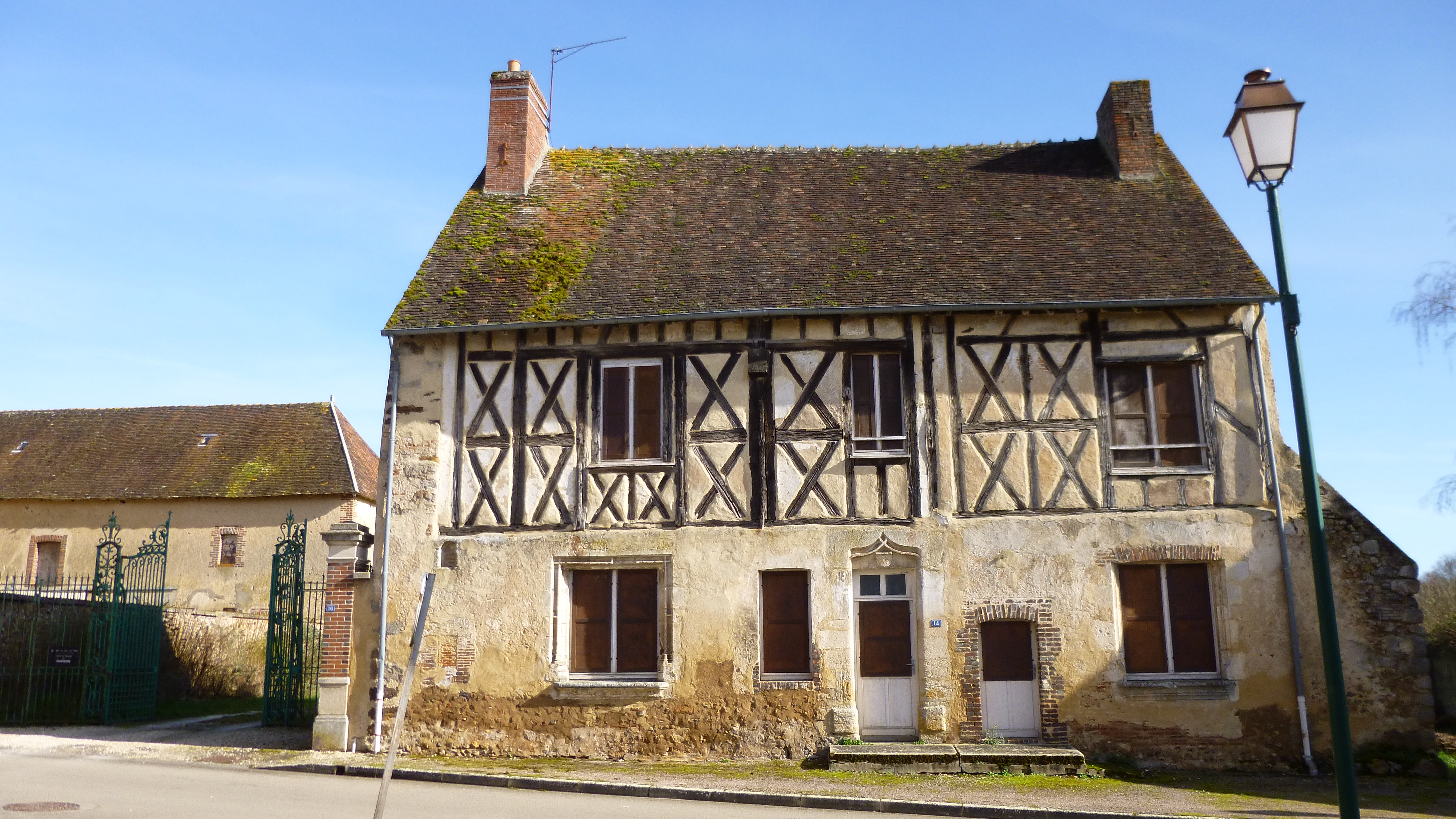
Maison du XVe siècle,
14 Grande Rue

Vers la fin du haut Moyen Âge est également construite la maison-fort dans la vallée du Branlin.
Relevant du fief de Saint-Fargeau ainsi que la Motte-Champlay, le domaine direct de Tannerre au début du XIVe siècle est considérable. Il a droit de haute, moyenne et basse justice, a une prison avec carcan et gibet, et en plus des droits seigneuriaux habituels on note que le seigneur a le droit de faire visiter toutes les bêtes à la boucherie pour en prélever les langues ; et de prélever une gerbe sur cent des blés et grains appartenant à la cure de Tannerre. Tannerre a une maladrerie et un hôpital équipé « de tout le nécessaire pour recevoir les malades » (ce qui n'était pas toujours le cas pour les hôpitaux à l'époque).
Tannerre se trouvant proche du chemin du sel entre Loire et Yonne, route fort empruntée depuis longtemps,, l'Anglais Robert Knolles s'en empare en 1358 pour s'assurer une retraite fortifiée et stratégiquement placée pendant qu'il écume la région (son quartier général est à Malicorne, mais il doit caser ses 1 000 hommes en plusieurs endroits pour répartir la charge de leur approvisionnement - et accroître l'étendue de leurs pillages). 

Il fait raser la Motte Champlay, le village et le fort du bas quand il reçoit l'ordre de quitter la Puisaye et la France en 1360. La motte Champlay n'est pas reconstruite. Tannerre s'éteint pendant plus de deux siècles, et n'a pas recouvré son intense activité passée,.
Au XIVe siècle, Tannerre appartenait à la maison de Courtenay.

### Époque moderne
Lorsque le duché de Saint-Fargeau est créé en 1541, Tannerre et Bléneau ne sont pas citées parmi les villes du nouveau fief : les lettres royales n'indiquent que les villes étant des possessions directes du titulaire et faisant partie de son domaine.

## Politique et administration

### Liste des maires
| Période   | Période                     | Identité             | Étiquette | Qualité |
| --------- | --------------------------- | -------------------- | --------- | ------- |
| 1934      | 1953                        | Étienne Delamour     |           |         |
| 1953      | 1971                        | André Baudoin        |           |         |
| 1971      | 1973                        | Christian Boutillier |           |         |
| 1973      | 1977                        | Maurice Bonnin       |           |         |
| 1977      | 1995                        | Gérard Jacob         |           |         |
| 1995      | 2008                        | Michel Nachbar       |           |         |
| 2008      | mars 2014                   | Daniel Guillaumont   |           |         |
| mars 2014 | En cours (au 30 avril 2014) | François Guyard      |           |         |

## Population et société

### Démographie

#### Évolution démographique
L'évolution du nombre d'habitants est connue à travers les recensements de la population effectués dans la commune depuis 1793. Pour les communes de moins de 10 000 habitants, une enquête de recensement portant sur toute la population est réalisée tous les cinq ans, les populations de référence des années intermédiaires étant quant à elles estimées par interpolation ou extrapolation. Pour la commune, le premier recensement exhaustif entrant dans le cadre du nouveau dispositif a été réalisé en 2005.

En 2022, la commune comptait 271 habitants, en évolution de −4,58 % par rapport à 2016 (Yonne : −1,95 %, France hors Mayotte : +2,11 %).
| 1793 | 1800 | 1806 | 1821 | 1831 | 1836 | 1841 | 1846 | 1851 |
| ---- | ---- | ---- | ---- | ---- | ---- | ---- | ---- | ---- |
| 750  | 690  | 687  | 788  | 810  | 837  | 885  | 927  | 988  |

| 1856 | 1861 | 1866 | 1872 | 1876 | 1881 | 1886 | 1891 | 1896 |
| ---- | ---- | ---- | ---- | ---- | ---- | ---- | ---- | ---- |
| 950  | 979  | 954  | 918  | 942  | 901  | 905  | 852  | 843  |

| 1901 | 1906 | 1911 | 1921 | 1926 | 1931 | 1936 | 1946 | 1954 |
| ---- | ---- | ---- | ---- | ---- | ---- | ---- | ---- | ---- |
| 801  | 825  | 838  | 650  | 650  | 646  | 632  | 602  | 546  |

| 1962 | 1968 | 1975 | 1982 | 1990 | 1999 | 2005 | 2006 | 2010 |
| ---- | ---- | ---- | ---- | ---- | ---- | ---- | ---- | ---- |
| 421  | 373  | 335  | 286  | 256  | 309  | 316  | 318  | 299  |

| 2015 | 2020 | 2022 | - | - | - | - | - | - |
| ---- | ---- | ---- | - | - | - | - | - | - |
| 285  | 274  | 271  | - | - | - | - | - | - |

#### Pyramide des âges
La population de la commune est relativement âgée.
En 2018, le taux de personnes d'un âge inférieur à 30 ans s'élève à 24,8 %, soit en dessous de la moyenne départementale (31,4 %). À l'inverse, le taux de personnes d'âge supérieur à 60 ans est de 38,3 % la même année, alors qu'il est de 31,2 % au niveau départemental.
En 2018, la commune comptait 138 hommes pour 142 femmes, soit un taux de 50,71 % de femmes, légèrement inférieur au taux départemental (51,33 %).
Les pyramides des âges de la commune et du département s'établissent comme suit.
| Hommes | Classe d’âge | Femmes |
| ------ | ------------ | ------ |
| 1,5    | 90 ou +      | 0,7    |
| 6,7    | 75-89 ans    | 7,9    |
| 28,9   | 60-74 ans    | 30,9   |
| 25,9   | 45-59 ans    | 20,1   |
| 14,8   | 30-44 ans    | 12,9   |
| 14,8   | 15-29 ans    | 13,7   |
| 7,4    | 0-14 ans     | 13,7   |

| Hommes | Classe d’âge | Femmes |
| ------ | ------------ | ------ |
| 0,9    | 90 ou +      | 2,5    |
| 8,5    | 75-89 ans    | 11,2   |
| 20,1   | 60-74 ans    | 20,5   |
| 20,5   | 45-59 ans    | 20     |
| 17,2   | 30-44 ans    | 16,7   |
| 15,1   | 15-29 ans    | 13     |
| 17,7   | 0-14 ans     | 16     |

## Culture locale et patrimoine

### Lieux et monuments

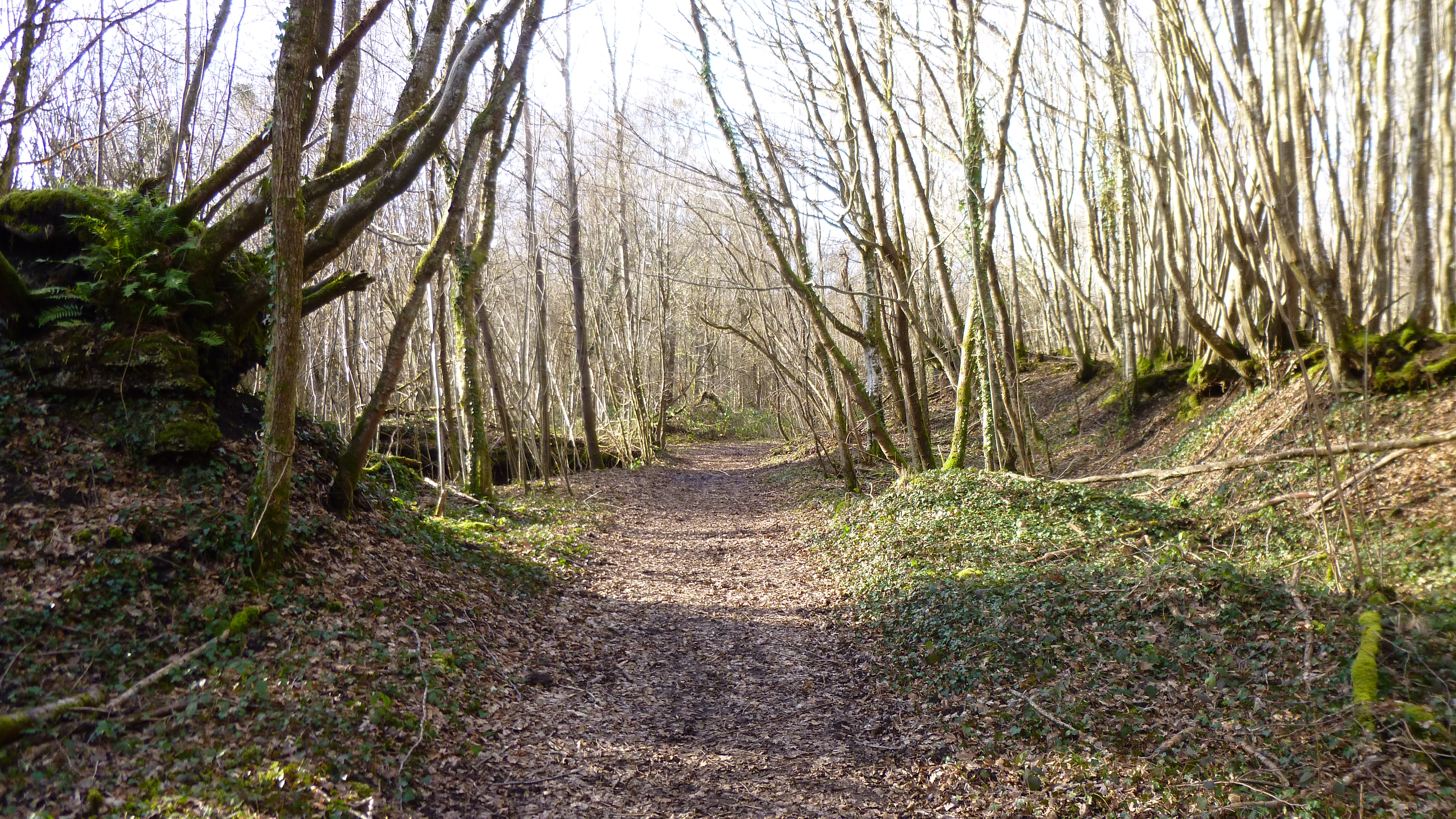
Dans le ferrier, chemin entre buttes de scories et tranchées.

- Le ferrier antique de Tannerre-en-Puisaye, l'un des deux plus grands de France, a été classé monument historique en 1982 grâce aux efforts de Pierre François Chapat pour sauver le site[34].

15,2 hectares, propriété de la commune, sont aménagés par l’« l'association du ferrier de Tannerre » et accessibles au public actuellement. Un terrain de course d'orientation y a été installé, dont l'accès est libre, gratuit et permanent. Le championnat d'Académie UNSS s'y est déroulé le 17 avril 2012, avec 177 participants qui ont unanimement apprécié le terrain et ont assis la réputation des installations. Les autres aménagements incluent une aire de repos sur le site de l'ancienne Motte Champlay, des panneaux explicatifs à l'entrée et le long des parcours de découverte, et des recréations des modes de travail d'antan (bas-fourneau, forge, chemin de fer et son wagonnet d'époque, etc), avec démonstrations ponctuelles.

### Monuments civils

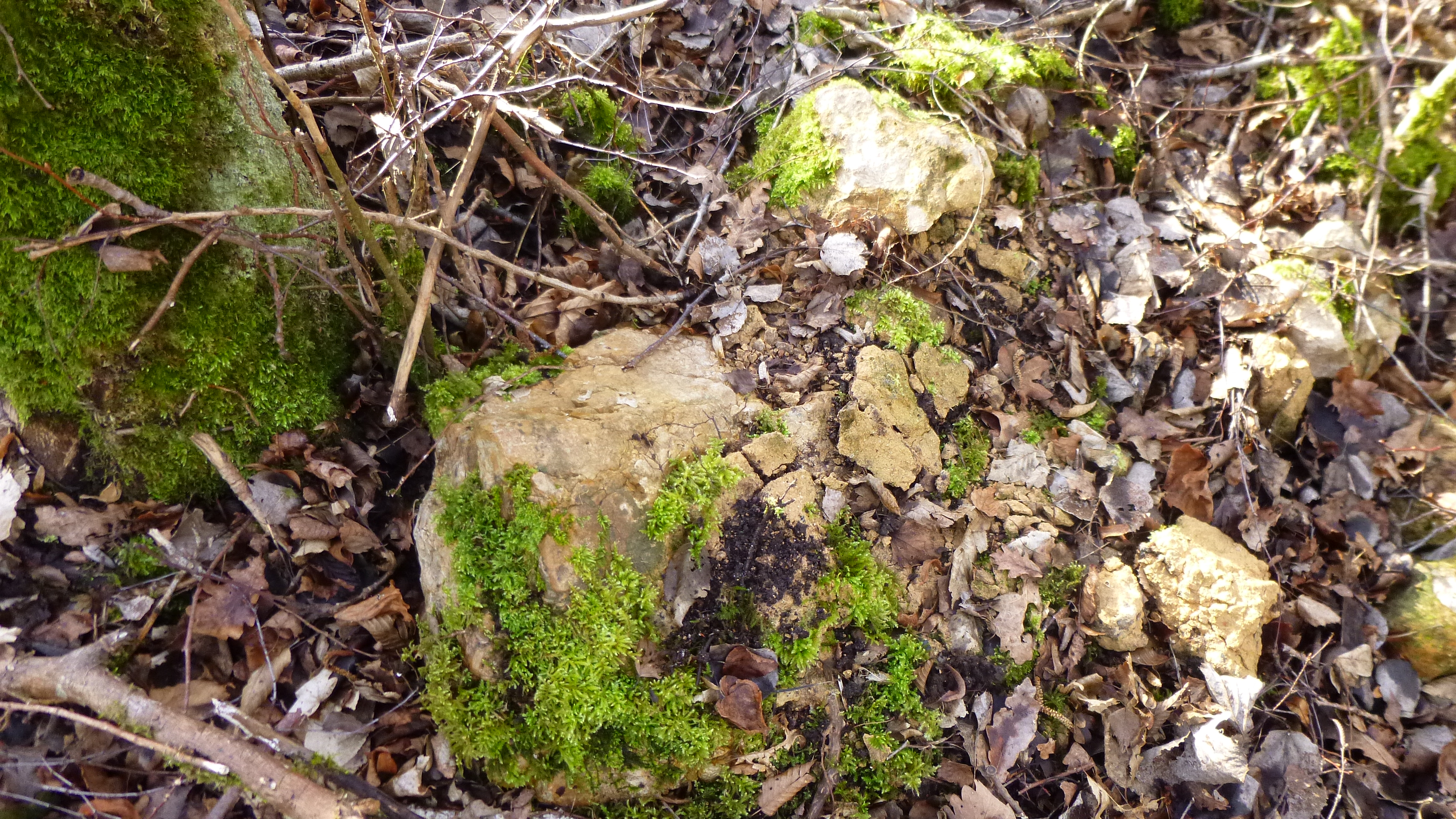
Blocs de calcaire et mortier provenant de la Motte-Champlay.

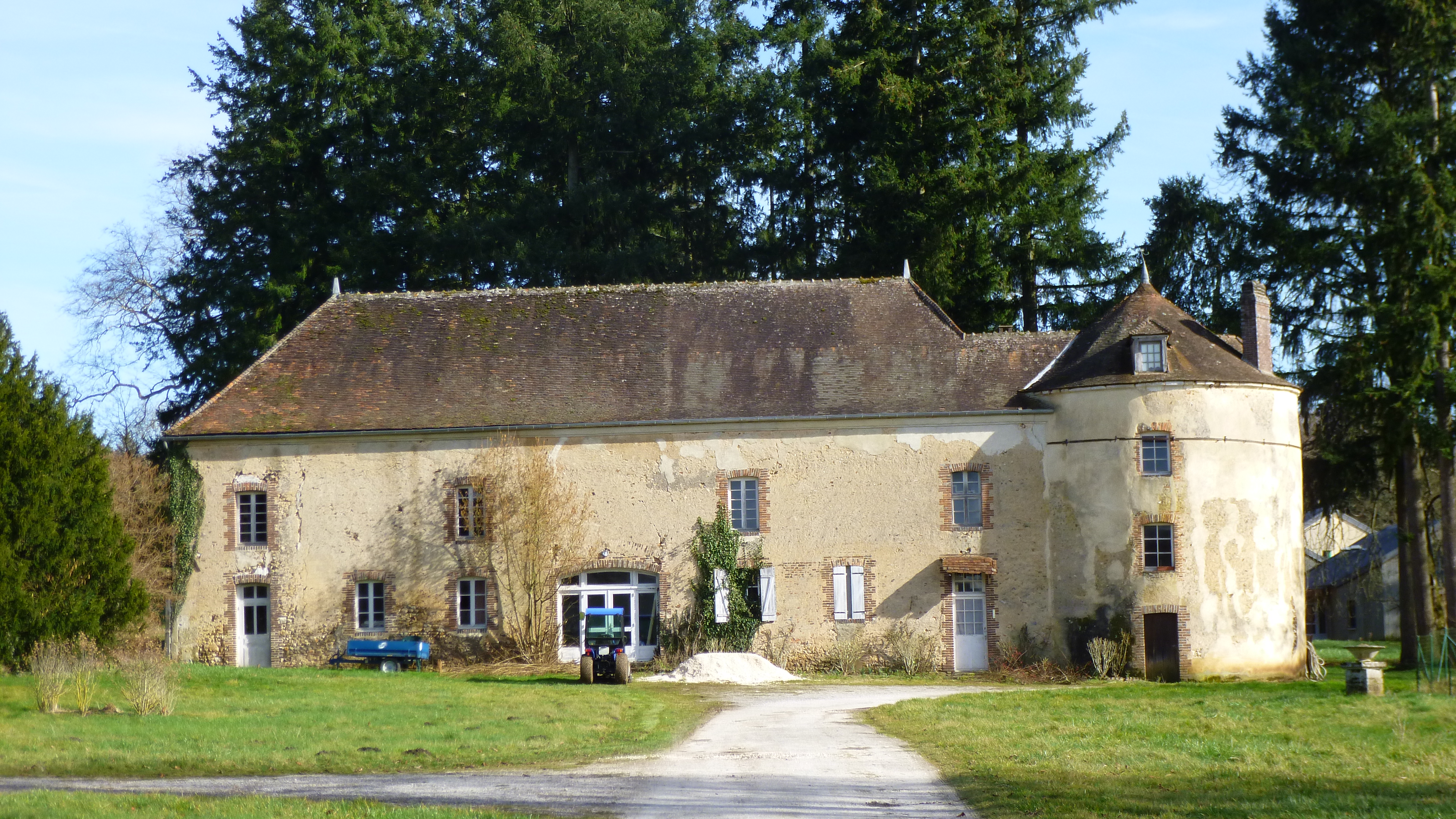
La « maison-forte ».

- La motte Champlay du XIVe siècle, dont on a utilisé les scories présente sur le site pour sa construction[37], était composée :

d'une enceinte de 100 × 180 mètres, entourée par un fossé ;
de deux forts et un fortin communiquant entre eux par des souterrains, le premier fort était un carré de 33 mètres de côté, le second était un rectangle de 33 × 40 mètres, et le fortin de 12 × 12 mètres. Ces trois fortifications étaient elles-mêmes ceintes de murs et de fossés ;
de casernes et d'une basse-cour.
La motte Champlay fut prise et détruite en 1360 par l'Anglais Robert Knolles (dit « le Mouton »). Aujourd'hui il ne reste rien de la forteresse si ce n'est quelques fossés dans le bois de la Garenne, au milieu du ferrier. De gros blocs maçonnés en ont été trouvés en 2009 lors de relevés de terrain.
- La maison forte était, au Moyen Âge, la deuxième fortification de Tannerre. Elle est située à proximité du Branlin, dans le parc du château Renaissance. Elle fut prise peu après la Motte Champlay par Robert Knolles mais ne fut pas détruite. Aujourd'hui elle est toujours visible.
- Le château Renaissance datait de la fin du XVIIIe siècle, début XIXe.

Façades et proportions harmonieuses, pierres blanches et briques rosées sous sa toiture ardoisée, et agrémenté d'une pièce d'eau, véritables douves, il fut construit par la famille de Lestrade, près de l'entrée d'un parc ornée d'un écu avec croix de Saint-André, à proximité d'une maison de bois du XVe siècle. Ce château, propriété de la ville de Vitry, fut détruit par un incendie le 2 mai 1978.

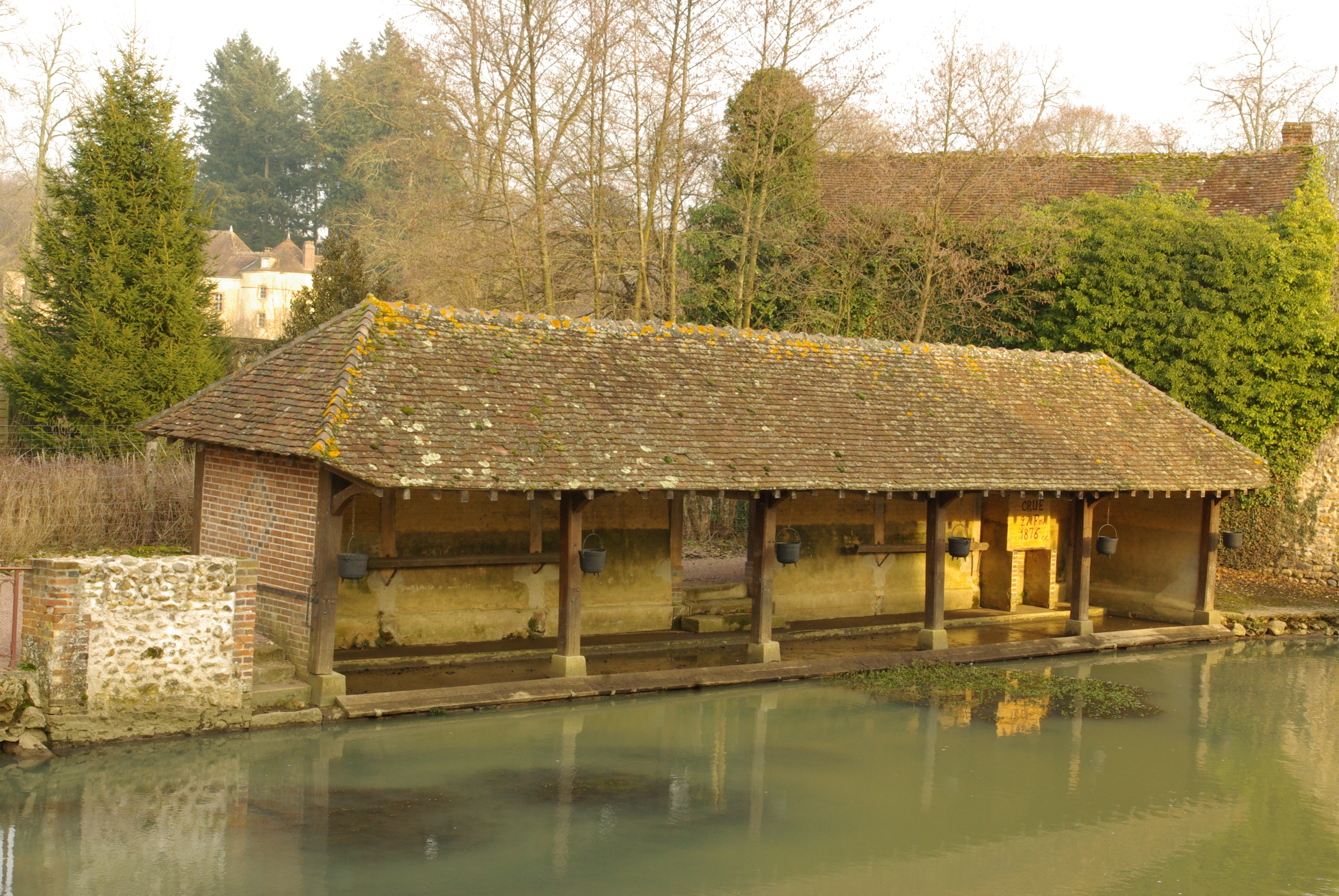
Lavoir inondable le long du Branlin.

- Les lavoirs : aujourd'hui encore Tannerre dispose de trois lavoirs couverts sur le Branlin. Ces lavoirs ont été utilisés jusque vers 1960 :

le lavoir public, à proximité du pont, dispose d'un plancher mobile ;
le petit lavoir est équipé de pelle permettant de réguler le niveau de l'eau ;
un lavoir privé avec plancher mobile.

#### Monuments religieux

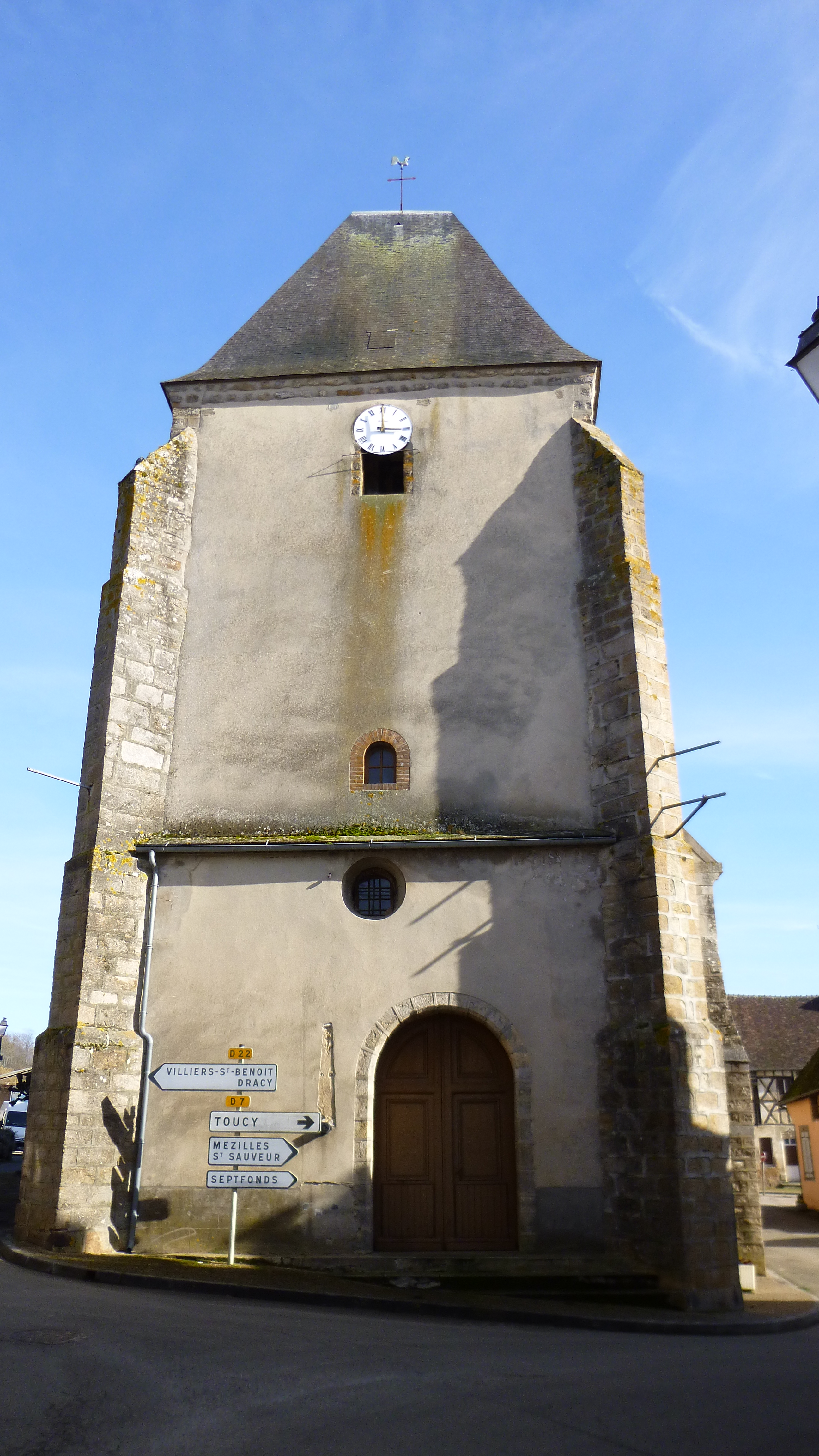
Église Saint-Blaise, clocher du début XVIe siècle.

- L'église consacrée à saint Martin

Cette église a été détruite durant la guerre de Cent Ans lors de la prise de Tannerre. Elle fut reconstruite par Jacques Dupé, seigneur de Tannerre († 1530). Il ne reste de l'église du XIIe siècle que les murs de la nef, de petites fenêtres à plein cintre et le portail intérieur. Un nouveau clocher est construit sur la façade ouest ; percé de meurtrières, il était un élément de défense important.
L'abbé Fondras, curé de Tannerre, entreprit d'importants travaux de restauration en 1888 (remplacement des voûtes en bois par une voûte en pierre). Elle est ornée de vitraux :

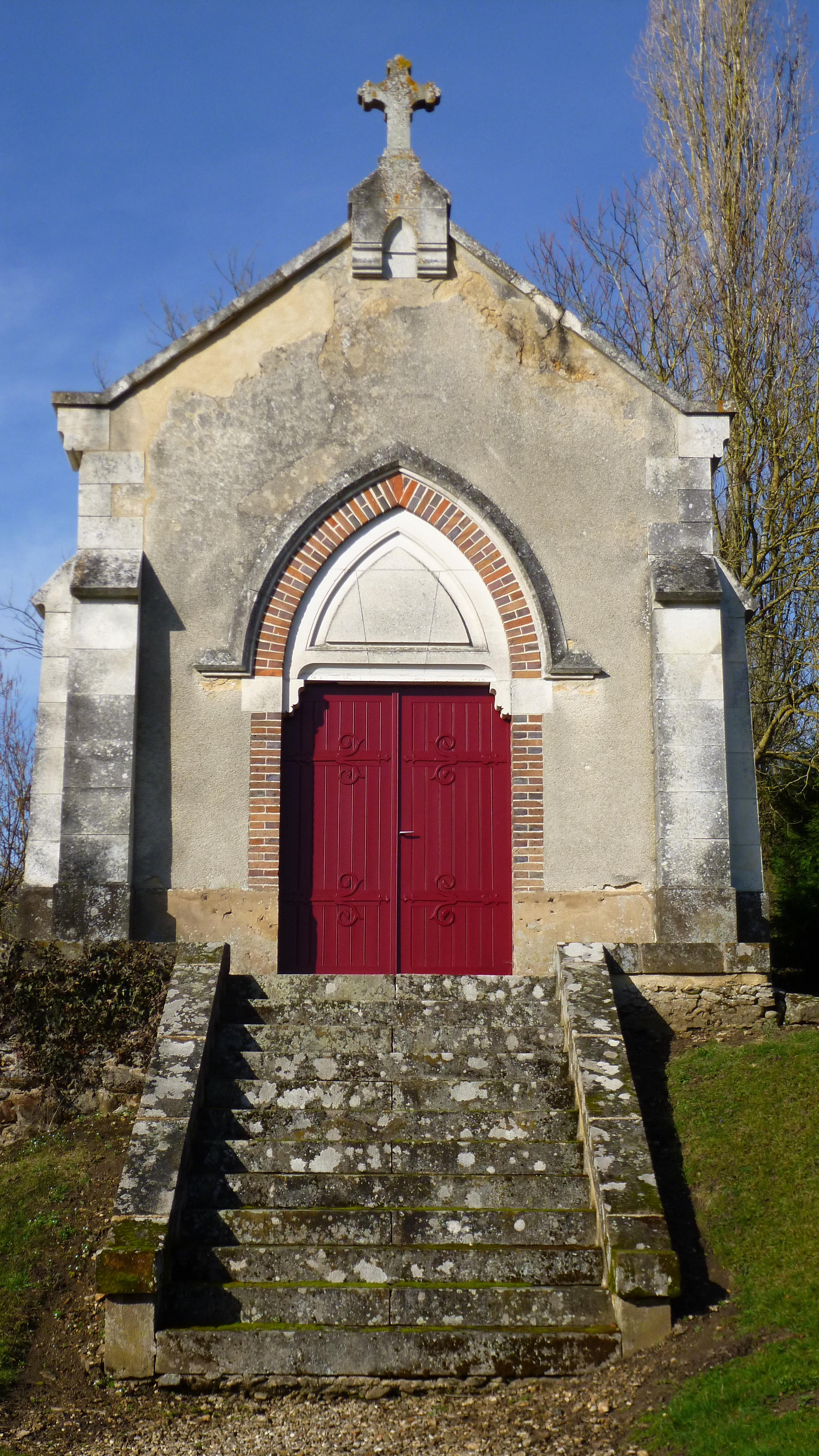
Chapelle du château.

baptême de Jésus dans le Jourdain
Sainte Marguerite et Saint Hubert
Sainte Madeleine et Saint Henry
Saint Jean et Sainte Françoise
Résurrection de Lazare (rosace)
Saint Eloi et Sainte Colombe
Sainte Marguerite et Sainte Rosalie
Jésus, Saint Martin et l'abbé Fondras en médaillon
Saint Germain et Sainte Adeline
Sainte Suzanne et Saint Charles de Baronée
Saint Joachim et Sainte Anne
Saint Severin et Sainte Rosalie
- La chapelle du château

Située à proximité du cimetière, elle a été construite par Étienne TournYol de la Rode. Elle abrite les sépultures des familles De Lestrade et De Montferrand.

### Patrimoine naturel
La commune est concernée par deux ZNIEFF :
- la ZNIEFF de la vallée du Branlin de Saints à Malicorne, totalisant 2 464 ha répartis sur huit communes[note 1]. Elle vise les habitats d'eaux courantes (milieu déterminant) ; on y trouve aussi des tourbières, marais, prairies humides et mégaphorbiaies, cultures et bocages[38].

Sur la commune, ce sont environ 410 ha sur le fond de vallée du Branlin, tous les coteaux en rive droite sauf en face du « moulin de Béon », et une grande partie des coteaux en rive gauche ;
- la ZNIEFF des étangs, bocages, landes et forêts de Puisaye entre Loing et Branlin, 11 699 ha répartis sur douze communes[note 2], vise particulièrement les habitats d'eaux douces stagnantes (milieu déterminant) ; les autres habitats présents dans cette ZNIEFF sont des eaux courantes, landes, fruticées, pelouses, prairies humides et mégaphorbiaies, tourbières, marais, bocages et bois[39].

Sur la commune, les terrains concernés représentent environ 7 ha du bois du Ferrier jouxtant la commune de Mézilles.

### Tourisme, activités
Le village est traversé par une variante du GR de pays « tour de Puisaye ». Il suit grosso modo la rive droite du Branlin, et au nord de Tannerre se dirige vers l'ouest et vers l'Agréau.
Des courses d'orientation sont organisées sur le site du ferrier de la Garenne, un terrain de qualité spécialement aménagé pour ces courses.
Le vélorail de Puisaye, le plus long de France, et le train touristique de Puisaye-Forterre, passent à 8 km à Villiers-Saint-Benoît.

### Personnalités liées à la commune
- Edme Carreau, né le 8 ventôse an VII (26 février 1799), décédé le 4 janvier 1871, fut député de l’Assemblée constituante de 1848 et maire de Tannerre de 1870 à 1871.
- Casimir Michou (1823-1901), homme politique né à Tannerre-en-Puisaye, député de l'Aube sous la IIIe République.

## Héraldique
| Blason de Tannerre-en-Puisaye | Blason  | D'argent mantelé ployé de gueules, le mantelé chargé en chef d'un tau d'or et en flancs de deux lions affrontés d'argent, armés, lampassés et couronnés d'or, au filet ondé d'azur en fasce brochant sur la partition en pointe, à l' épée haute d'argent, garnie de sable, chargeant l'argent et brochant sur le filet, au comble d'argent bastillé de trois pièces et chargé d'un bas fourneau d'or, ouvert de sable et enflammé de gueules, accosté de deux enclumes de sable. |
| Blason de Tannerre-en-Puisaye | Détails | Le statut officiel du blason reste à déterminer. |

## Pour approfondir